# Мадиу, Томас
Антуан Бернард Томас Мадиу (фр. Thomas Madiou; 30 апреля 1815, Порт-о-Пренс — 25 мая 1884, там же) — гаитянский историк, политический и государственный деятель, министр юстиции Гаити, дипломат, редактор.

## Биография
Родился в богатой семье. В 10-летнем возрасте был отправлен на учёбу во Францию. Обучался в Королевском колледже в Анже (Collège Royal d’Angers), затем в Нанте и Ренне, получил степень бакалавра искусств в области литературы. Затем два года слушал лекции в юридической школе Парижа.
Вернувшись на родину в 1835 году, работал нотариусом. В 1837 году стал секретарём генерального секретаря правительства Иосифа Бальтазара Ининьяка. В 1843 году занял должность профессора истории в Национальном лицее, четыре года спустя стал руководителем лицея.
Был полномочным министром в Испании. В 1849 году редактировал газету Le Moniteur, официальный печатный правительственный орган. Некоторое время занимал пост министра юстиции Гаити.
После встречи и знакомства в Париже с Исааком Лувертюром — сыном Франсуа Доминика Туссена-Лувертюра, лидера Гаитянской революции, в результате которой Гаити стало первым независимым государством Латинской Америки решил заняться её историей.
Томас Мадиу — автор труда «Histoire d’Haïti», первой полной истории Гаити с 1492 по 1846 год, которая считается одним из наиболее ценных документов по истории и литературе Гаити. В 1847 году Мадиу опубликовал в Порт-о-Пренсе три тома, охватывающих историю Гаити с 1492 по 1807 год. Четвёртый том (1843—1846) вышел посмертно в 1904 году.
В своём труде Томас Мадиу стремился восстановить репутацию чернокожих лидеров революции на Гаити, особенно Франсуа Доминика Туссена-Лувертюра, изображая их борьбу как оправданное восстание против ужасного гнёта рабства.
Умер в Порт-о-Пренсе.